# Şah szultána (II. Szelim lánya)
Sah szultána (1544, Manisa — 1577, Isztambul), II. Szelim oszmán szultán lánya. Néhány forrás szerint ő sem Nurbanu szultána lánya volt, hanem egy egyszerű ágyasé, ám ez nem teljesen biztos. 
1562-ben férjhez adták Cakircibasi Hasszán agához, amely arra a következtetésre enged, hogy valóban csak egy átlagos ágyas volt az édesanyja Sahnak, hiszen Nurbanu elég befolyásos volt ahhoz, hogy nagyhatalmú pasákat kerítsen lányainak férjül. 1574-ben Hasszán meghalt, így Sah újra férjhez ment, ezúttal szerelemből, mégpedig Zal Mahmud pasához. Állítólag házasságukból egy lány és egy fiú is született. Sajnos azonban 1577-ben Sah és Mahmud pasa is megbetegedtek, és a szultána november 3-án elhunyt, férje pedig 12 nappal utána követte feleségét.